# Масгрейв, Розамунд
Розамунд Масгрейв (англ. Rosamund Musgrave; род. 28 октября 1986 года, Ойн, Абердиншир) — британская лыжница, участница Олимпийских игр в Сочи. Сестра лыжника Эндрю Масгрейва.
В Кубке мира Масгрейв дебютировала 20 ноября 2010 года, стартовала в 15 личных гонках в рамках Кубка мира, не считая многодневок, но не поднималась в них выше 43-го места и кубковых очков не завоёвывала.
На Олимпийских играх 2014 года в Сочи заняла 66-е место в гонке на 10 км классическим стилем и 41-е место в спринте.
За свою карьеру выступила на трёх чемпионатах мира, из которых самым успешным стал последний для неё чемпионат 2015 года в Фалуне, где она стала 43-й в классическом спринте и 48-й на коньковой десятке.
Чемпионка Великобритании (2010 и 2011) в гонке на 10 км классическим стилем. На чемпионате Великобритании по биатлону 2011 года в спринте не смогла поразить ни одной мишени (10 промахов), тем не менее финишировала на седьмом месте из 31.
Выступала на лыжах фирмы Fischer. Получила учёную степень бакалавра в области европеистики и современных языков (французский и русский) в Бирмингемском университете.